# Karine Verlier
 (avril 2013).
Si vous disposez d'ouvrages ou d'articles de référence ou si vous connaissez des sites web de qualité traitant du thème abordé ici, merci de compléter l'article en donnant les références utiles à sa vérifiabilité et en les liant à la section « Notes et références ».
Karine Verlier est une actrice française, née le 8 mai 1954 à Paris.

## Biographie

### Origines
Karine Verlier naît en 1954 à Paris sous le nom d'état civil de Karine Stämpfli, de l'actrice Lucile Saint-Simon et de l'acteur suisse Jacques Verlier (dont le patronyme réel est « Stämpfli »). Elle passe sa jeunesse en Suisse à Neuchâtel où elle fait des études générales et artistiques.

### Carrière
Comme son père Jacques Verlier, Karine Verlier ambitionne de devenir artiste peintre ; elle a d'ailleurs fait les dessins d'un livre que son compagnon Gil Matt a écrit, Les Aventures de Truand ; elle a aussi publié en août 2013 Truand dit « le Coquin ».
Vers 23 ans, elle devient actrice et adopte le même nom de scène que son père : Verlier.
À Paris, elle intègre l'agence Catherine Harlé sous le pseudonyme de « Dalaïna » et commence rapidement à tourner des films.

## Filmographie

### Cinéma
- 1977 : Black Emanuelle en Amérique (Emanuelle in America) de Joe D'Amato
- 1977 : Fräulein SS de Mario Caiano
- 1977 : Il ginecologo della mutua de Joe D'Amato : une patiente
- 1977 : La Chambre de l'évêque[1] de Dino Risi : Germaine – Affiche La chambre de l'évêque
- 1978 : Alessia... un vulcano sotto la pelle[2] d'Alfredo Rizzo : Alessia – Affiche Alessia
- 1978 : La Dernière Maison sur la plage[3] de Franco Prosperi : Titti – Affiche La settima donna
- 1978 : Selle d'argent (Sella d'argento) de Lucio Fulci : Peggy (sous le nom de Karine Stampfer)
- 1980 : Euthanasie d'un amour[4] d'Enrico Maria Salerno : Gina
- 1980 : La Cité des femmes de Federico Fellini : la jeune mariée
- 1980 : Charlie Bravo[5] de Claude Bernard-Aubert : Catherine Fournier – Affiche Charlie Bravo
- 1983 : Une jeunesse de Moshé Mizrahi
- 1991 : La Contre-allée d'Isabel Sebastian : une prostituée

### Télévision
- 1976 : Anne, jour après jour de Bernard Toublanc-Michel : une serveuse
- 1982 :  Les Voyageurs de l'histoire émission de Jacques Martin
- 1983 : Les Cinq Dernières Minutes (épisode Meurtre sans pourboire)[6]. série télévisée de Jean Chapot : L'hôtesse
- 1985 : In silenzio [7]. de Luigi Filippo D'Amico d'après Luigi Pirandello : la mère, Lucia
- 1989 : Les Aventures de Guillaume Tell[8].  de George Mihalka